# Matthew Rawson
Pour les articles homonymes, voir Rawson (homonymie).
Matthew Rawson  est un joueur américain de volley-ball né le 29 octobre 1986 à Los Angeles. Il mesure 2,05 m et joue central. Il totalise 15 sélections en équipe des États-Unis.

## Clubs
| Club               | Pays       | De        | À         |
| ------------------ | ---------- | --------- | --------- |
| Université d'Hawaï | États-Unis | 2008-2009 | 2011-2012 |
| AS Cannes          | France     | 2012-2013 |           |

## Palmarès
Néant.